# Georges van Vrekhem
Georges van Vrekhem (Wakken, 28 maart 1935 - Auroville bij Puducherry (stad), 31 augustus 2012), was een Vlaams auteur. 

## Levensloop
Na de lagere school in zijn geboortedorp Wakken , trok hij naar de Normaalschool in Torhout om voor onderwijzer te studeren. In het schooljaar 1950-1951 schakelde hij over naar de afdeling Grieks-Latijn in het St.-Rembertscollege in dezelfde stad. Daar hij de zesde klas niet had gevolgd, moest hij in 1955 voor de centrale examencommissie proberen zijn diploma hoger middelbaar te behalen, wat niet lukte. Hij vond werk in Gent en werd er een succesvol auteur.
Als theaterauteur van een negental stukken werd hij in 1965 geëerd met de literatuurprijs van de Stad Gent en in 1968 gelauwerd met de ANV-Visser Neerlandia-prijs voor zijn stuk Dood van 2 dames. Hij was ook enige jaren artistiek adviseur van het NTGent. Hij specialiseerde zich nadien in het leven en de filosofie van Sri Aurobindo en Mira Alfassa.
Hij overleed in 2012 aan een hartaanval in Auroville, de experimentele stad van Mira Alfassa in het Indiase Viluppuram waar hij in 1970 naar toe was gegaan.

## Publicaties
- Voorbij de mens: leven en werk van Sri Aurobindo en de Moeder (1995)
- De Moeder: het verhaal van haar leven
- Alle leven is yoga: persoonlijke keuze van belangrijke passages uit de gesprekken met de Moeder

### Vertalingen
- Satprem: De Moeder (3 delen)
- István Örkény: De familie Tót, Krommenie : Nederlandse Vereniging voor Amateurtheater, (2003)[2]